# Sainte-Sève
Sainte-Sève település Franciaországban, Finistère megyében. Lakosainak száma 1060 fő (2022. január 1.). Sainte-Sève Pleyber-Christ, Saint-Martin-des-Champs, Saint-Thégonnec-Loc-Eguiner és Taulé községekkel határos.

## Népesség
A település népessége az elmúlt években az alábbi módon változott:
| Lakosok száma | 318  | 745  | 842  | 866  | 944  | 987  | 1016 | 1044 | 1052 | 1060 |
|               | 1968 | 1982 | 1990 | 2006 | 2013 | 2015 | 2017 | 2019 | 2020 | 2022 |